# Yerkozlu, Taşova
Akınoğlu là một thị trấn thuộc huyện Taşova, tỉnh Amasya, Thổ Nhĩ Kỳ. Dân số thời điểm năm 2010 là 1.485 người.